# 周毖
周毖（？—190年），又作周珌，字仲远，武威郡姑臧人，《英雄記》作武威人。豫州刺史周慎之子。
董卓当权时，与伍琼一起为董卓信任，以周毖為吏部尚書，多次向董卓推举韩馥、刘岱、孔伷、张咨、张邈等人出宰州郡。但这些人后来都反过来讨伐董卓，董卓欲迁都长安，太尉黄琬、司徒杨彪力争不可，周毖、伍琼又出来劝谏。董卓因此大怒曰：“卓初入朝，二子劝用善士，故相从，而诸君到官，举兵相图。此二君卖卓，卓何用相负！”遂斩伍琼、周毖。